# Perotis indica
Perotis indica är en gräsart som först beskrevs av Carl von Linné, och fick sitt nu gällande namn av Carl Ernst Otto Kuntze. Perotis indica ingår i släktet Perotis och familjen gräs. Inga underarter finns listade i Catalogue of Life.

## Bildgalleri

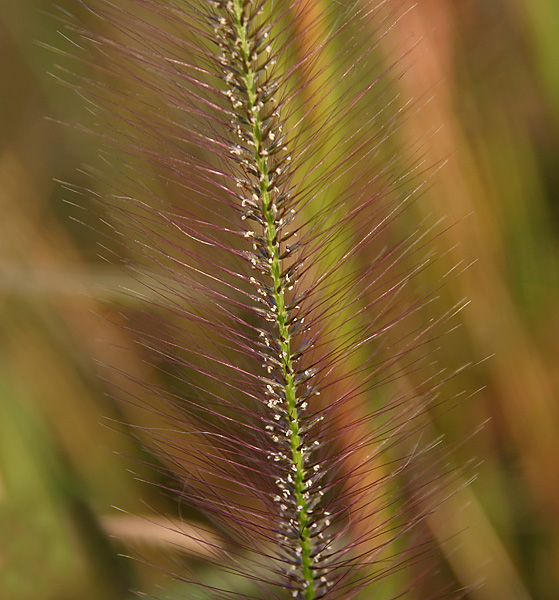
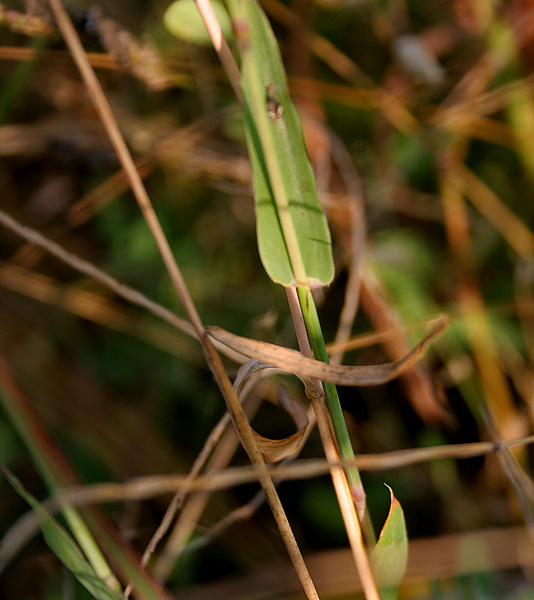
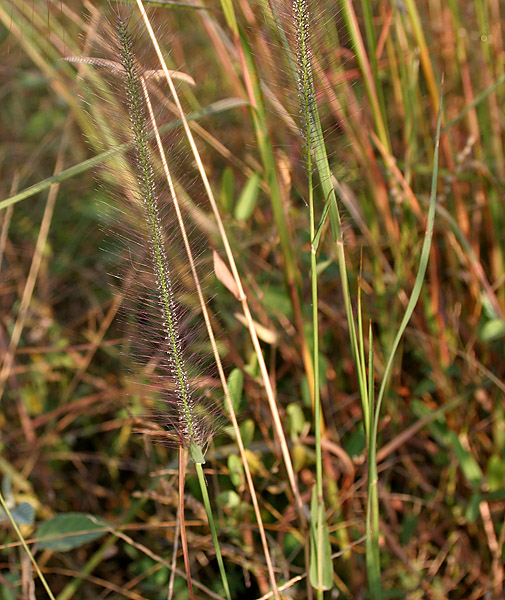
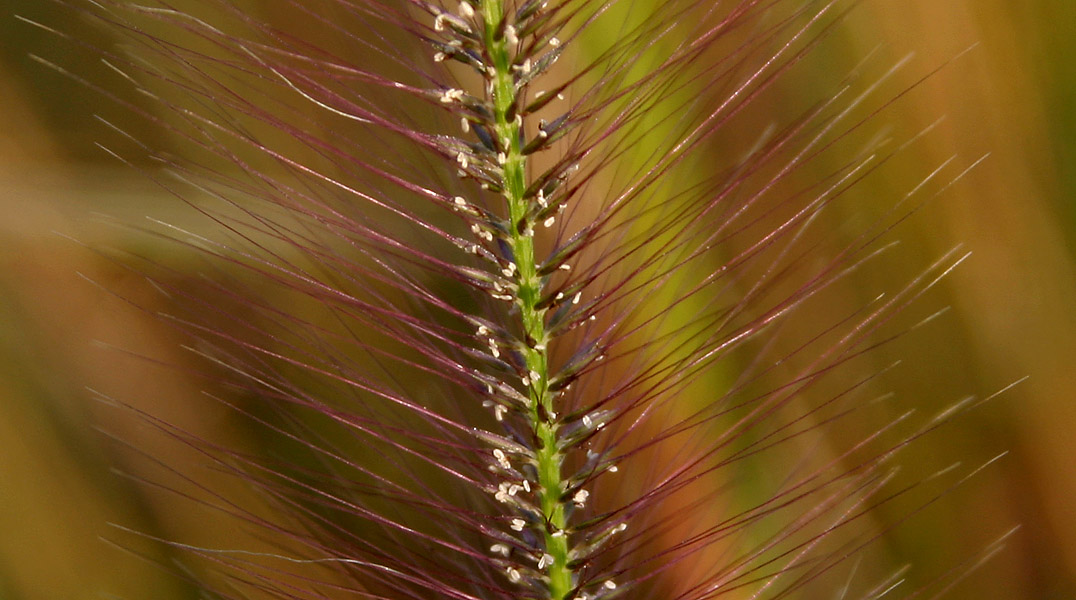